# گمینا پاژنچو
گمینا پاژنچو (به لهستانی:  Gmina Parzęczew) یک گمینا در لهستان است که در شهرستان ازگیش واقع شده‌است. گمینا پاژنچو ۱۰۳٫۸۲ کیلومتر مربع مساحت و ۵٬۲۲۲ نفر جمعیت دارد.